# Euphorbia proballyana
Euphorbia proballyana là một loài thực vật có hoa trong họ Đại kích. Loài này được L.C.Leach mô tả khoa học đầu tiên năm 1968.

## Hình ảnh

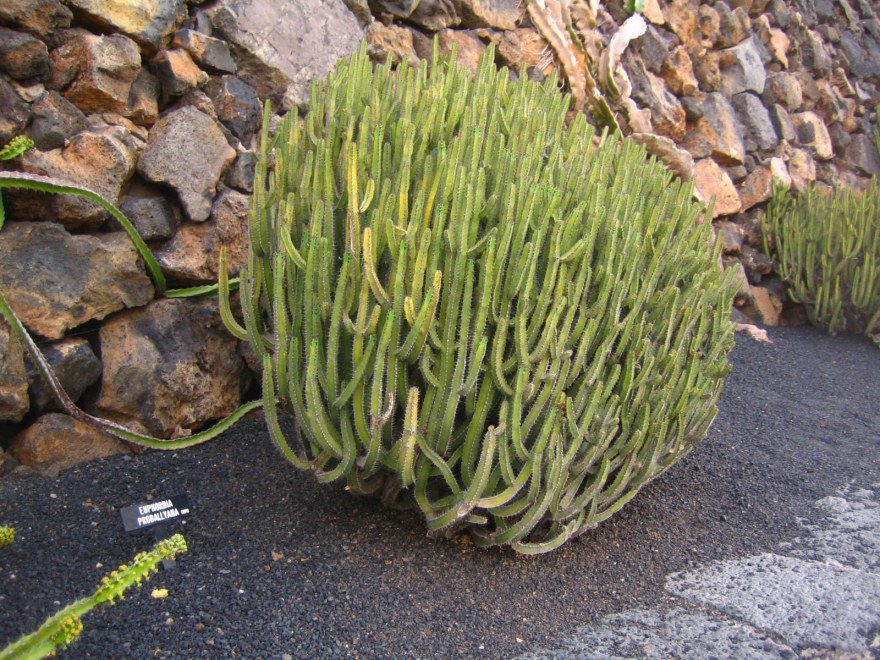
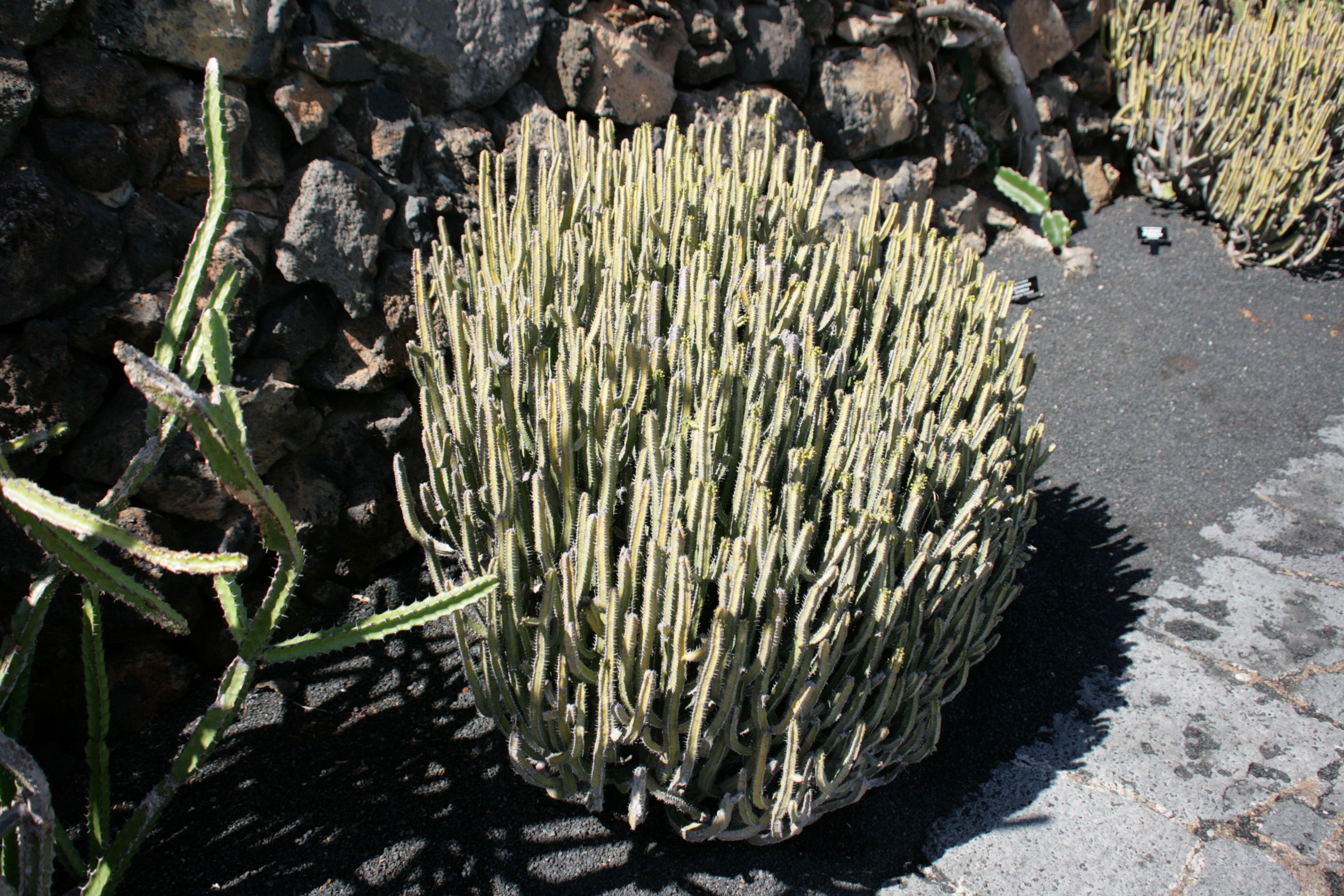